# Heinrich Erman
Karl Heinrich Erman (* 15. Januar 1857 in Berlin; † 7. Mai 1940 in Münster) war ein deutscher Rechtswissenschaftler mit dem Forschungsschwerpunkt im Römischen Recht.

## Herkunft und Familie

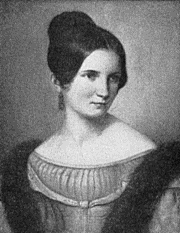
Marie Bessel 1834

Erman wurde 1857 als Sohn des Physikers und Professors an der Universität Berlin Georg Adolf Erman (1806–1877) und seiner Frau Marie Bessel-Erman, der Tochter von Friedrich Wilhelm Bessel, in Berlin geboren. Seine Brüder waren der Bibliothekar Wilhelm Erman (1850–1932) und der Ägyptologe Adolf Erman (1854–1937). Sein Sohn war der Jurist und Begründer des gleichnamigen BGB-Kommentars Walter Erman (1904–1982). Er war mit der Enkelin Alexander Herzens verheiratet.
Erman konnte auf eine Ahnenreihe von Akademikern zurückblicken, sein Urgroßvater war der Historiker und protestantische Theologe Jean Pierre Erman (1735–1814), seine Großväter der Berliner Physiker Paul Erman (1764–1851) sowie der Königsberger Astronom Friedrich Wilhelm Bessel (1784–1846). Wie alle seine Brüder war er Mitglied der Leipziger Burschenschaft Germania.

## Leben
Heinrich Erman wurde nach seinem Studium an der Friedrich-Wilhelms-Universität zu Berlin bei Heinrich Dernburg mit einer Dissertationsschrift zur römischen Rechtsgeschichte mit dem Titel "Zur Geschichte der römischen Quittungen und Solutionsakte" promoviert. Ohne Habilitation wurde er im Jahre 1883 als Professor für römisches Recht an die schweizerische Université de Lausanne berufen. Dort hielt er seit dem Wintersemester 1883/84 Vorlesungen zum römischen Recht zunächst in französischer Sprache und ab dem Wintersemester 1886/87 an der sonst französischsprachigen Hochschule erstmals deutschsprachige Vorlesungen. Er ist Mitbegründer der Société d’Étudiants Germania Lausanne.
Nachdem 1896 in Deutschland das BGB verabschiedet worden war (in Kraft getreten am 1. Januar 1900), hielt Erman ab 1897 Vorlesungen zum neuen deutschen Zivilrecht in Lausanne. Als Erman Lausanne 1902 nach 19 Jahren verließ, wurde auf seinen Antrag an der Universität zu Lausanne ein deutschsprachiger Lehrstuhl für Deutsches Recht eingerichtet, der bis heute besteht. Im Sommersemester 1902 wurde Erman an die neu gegründete Juristische Fakultät an der Universität Münster berufen, an der er von 1908 bis 1909 Rektor und von 1909 bis 1910 Prorektor gewesen ist. Bis zu seiner Emeritierung 1925 beschäftigte er sich dort vornehmlich mit der Bodenreform der Weimarer Reichsverfassung und verfasste dazu mehrere Schriften. Seit 1920 gehörte Erman zum engeren Vorstand des Bundes Deutscher Bodenreformer. Ab 1924 war er stellvertretender Vorsitzender. Nach seiner Emeritierung übernahm Erman 1928 noch einmal die Vorlesungen für deutsches und römisches Recht an der Universität zu Lausanne und kehrte 1933 nach Münster zurück, wo er im Mai 1940 verstarb.
Erman war Ehrenmitglied des Akademisch-Juristischen Vereins Münster.

## Werke
- Zur Geschichte der römischen Quittungen und Solutionsakte. (Dissertation, mit einem Vorwort seines Doktorvaters Heinrich Dernburg) Berlin, Puttkammer & Mühlbrecht 1883
- Das römische Recht, 1884 bis 1894. Leipzig, Hinrich 1895
- Servus vicarius – l'esclave de l'esclave romain. (Nachdr. d. Ausg.) Lausanne, 1896
- Die pompejanischen Wachstafeln. Weimar, Böhlau 1899
- Erbbaurecht und Kleinwohnungsbau. Münster i. W., Obertüschen 1907
- Zur Behandlung der Aktionen in den nachklassischen Rechtsbüchern. 1907
- Von der Münsterschen zur Westfälischen Universität! Münster i. W., Obertüschen 1909
- Pignus hypothecave. Paris, Rousseau 1912
- Das neue Bodenrecht (Artikel 155 der Reichsverfassung) – Abhandlungen aus d. Siedlungsseminar d. Universität Münster. (Zeitschrift, hrsg. von Heinrich Erman)
- Die Grundzüge für ein Kriegerheimstättengesetz. Berlin, Bodenreform, 1916, 3.–5. Tsd.
- Volkssiedlung. Berlin, Gebr. Mann, 1925
- Das große Bekenntnis zur deutschen Bodenreform (Zu Adolf Damaschkes 60. Geburtstag). Frankfurt/Oder, Trowitzsch & Sohn, 1926
- Das große Bekenntnisbuch der deutschen Bodenreform. Frankfurt/Oder, Trowitzsch & Sohn 1926
- Erlebtes und Erstrebtes. 1927
- Die Bodenreform in der Reichsverfassung. Berlin, Reimar Hobbing, 1930
- Der deutsche Hilfsverein in Lausanne und sein Begründer Hermann Wiener. Lausanne, Frankfurter, 1931